# Pete Fountain

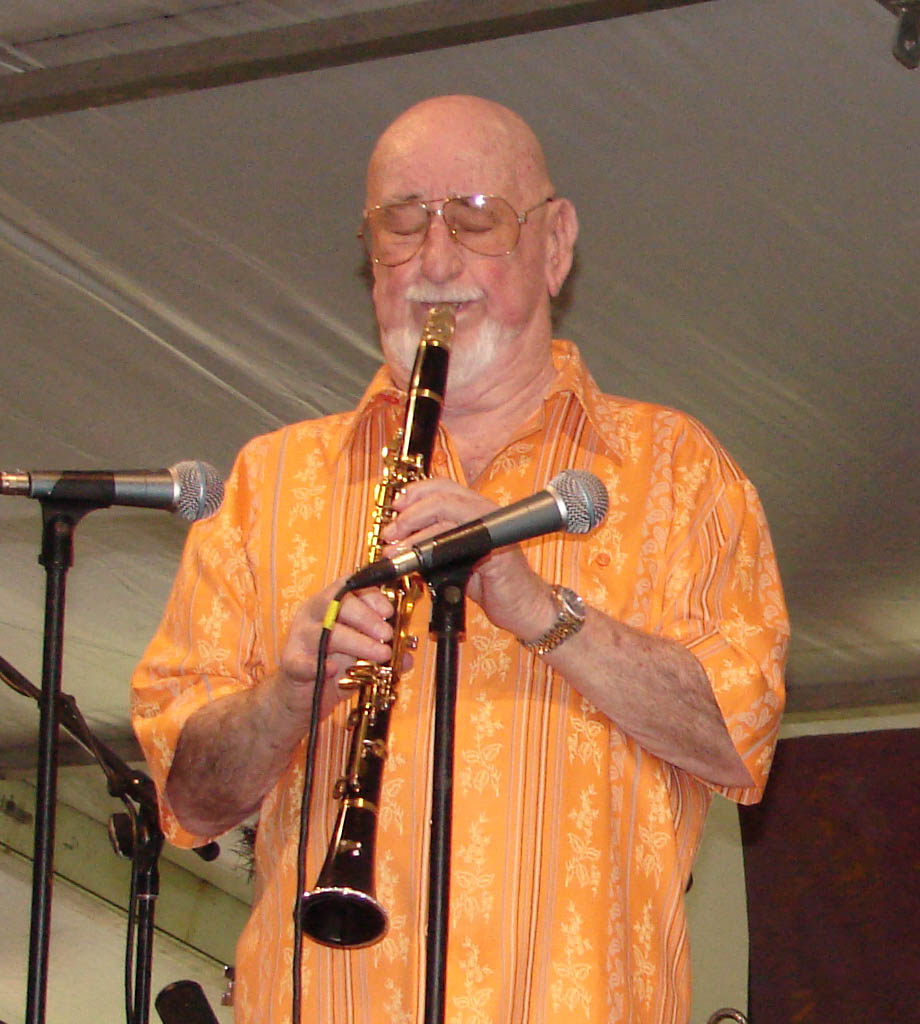

Pete Fountain (nascido Pierre Dewey LaFontaine, Jr.; Nova Orleães, 3 de julho de 1930 – 6 de agosto de 2016) foi um clarinetista americano com sede em Nova Orleães, Louisiana, EUA. Ele tocou jazz, dixieland, Pop Jazz, Honky Tonk-Jazz, Pop e música crioula.